# FortaRock Festival
Het FortaRock Festival was een Nederlands heavymetalfestival dat sinds de zomer van 2009 tot de zomer van 2019 jaarlijks in Nijmegen georganiseerd werd. Het festival dankte haar naam aan Fortapak, een fabrikant van melk- en sappakken. Robert Korstanje, zoon van de directeur en werknemer bij Fortapak, richtte Fortarock op. De edities van 2009 tot en met 2012 werden gehouden in Park Brakkenstein, maar vanaf 2013 vond het festival plaats in het grotere Goffertpark. Vaak was op de vrijdagavond voorafgaand aan het festival een pre-party in poppodium Doornroosje. FortaRock was tot en met 2015 het grootste eendaagse muziekfestival van Nederland, in 2016 vond FortaRock voor het eerst plaats verspreid over twee dagen.
Medio november 2016 maakte de organisatie bekend dat er in 2017 geen festival zal plaatsvinden. In 2018 en 2019 keerde het festival nog wel terug, maar in oktober 2019 werd bekendgemaakt dat het festival definitief ophield te bestaan. Concurrentie van andere festivals, toerschema's en hoge bandgages lagen hieraan ten grondslag.
Het festival beleefde in 2013 zijn hoogtepunt, headliner Rammstein trok toen nog maar liefst 48.000 mensen naar het Goffertpark. Daarna zakten de bezoekersaantallen.

## Geschiedenis
Sinds 2005 werd de naam FortaRock gebruikt voor metal-evenementen die Doornroosje in samenwerking met de Nijmeegse familie Korstanje organiseerde. In 2009 was er voor het eerst een FortaRock Festival in de open lucht.

### 2009
Op 11 juli 2009 werd de eerste editie gehouden. The Dillinger Escape Plan, Kylesa en Jacky Heretic verzorgden de pre-party. In het Park Brakkenstein traden de volgende bands op:
Moonspell (afsluiter) – Meshuggah – Satyricon – Death Angel – The Dillinger Escape Plan – Kataklysm – Candlemass – Keep of Kalessin – Delain – All Shall Perish – Warbringer – The Devil's Blood – Heidevolk

### 2010
De tweede editie, getiteld 'FortaRock - the festival II', vond plaats op 3 juli 2010. Een van de kwartfinales van het Wereldkampioenschap voetbal 2010, tussen Argentinië en Duitsland, werd op een groot scherm op het festivalterrein vertoond. Het lawaaiige blaasinstrument de vuvuzela werd toen door de organisatie verboden. De pre-party werd verzorgd door Daath, The Lucifer Principle en Victimizer. Het festival bestond uit optredens van de volgende bands:
Bullet for My Valentine (afsluiter) – Suicidal Tendencies – Killswitch Engage – Kreator – Fear Factory – Behemoth – Ensiferum – Watain – Hail Of Bullets – Baroness – Decapitated – Ex Deo – Textures – Blaas of Glory

### 2011
De derde editie vond plaats op 2 juli 2011. Pestilence en Ethereal traden op tijdens de pre-party. De volgende bands traden op:
Arch Enemy (afsluiter) – Immortal – Channel Zero – Sacred Reich – Parkway Drive – Paradise Lost – Dark Tranquillity – Triptykon – Gojira – God Dethroned – Kvelertak – Valient Thorr – Agnostic Front – Ghost

### 2012
De vierde editie vond plaats op 2 juni 2012, in verband met het EK voetbal, de Olympische Spelen en een goede deal door samen te werken met Music Meeting. De volgende bands traden op:
Slayer (afsluiter) – Machine Head – Lamb of God – Anthrax – Trivium – Meshuggah – Steel Panther - The Devin Townsend Project - Asphyx – Nasum – Sólstafir – Benighted
Dit jaar was er geen pre-party. Wel was er een afterparty in Merleyn. Hier traden Savage Messiah en Gama Bomb op.

### 2013
De vijfde editie heeft plaatsgevonden op 1 juni 2013. Om dit jubileum extra kracht bij te zetten, werd er voor het eerst een XL-editie van het festival gehouden op het Goffertpark, in Nijmegen. De volgende bands hebben opgetreden:
Rammstein (afsluiter) – Volbeat – Motörhead – Opeth – Mastodon – Amon Amarth – Hatebreed – Kreator – Airbourne – Heaven Shall Burn – Finntroll – Textures - Entombed – Enslaved – Delain – Amenra – Audrey Horne – Hacktivist

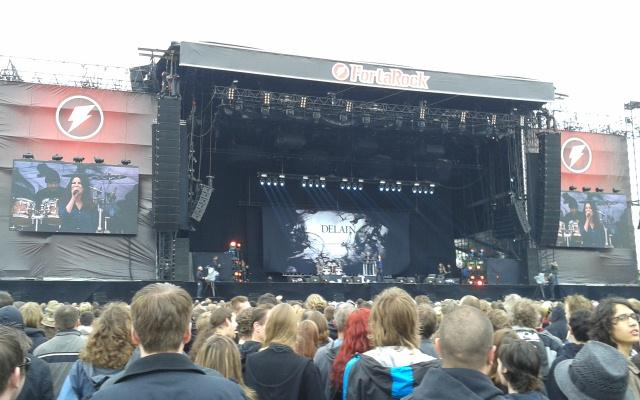
Delain op het hoofdpodium
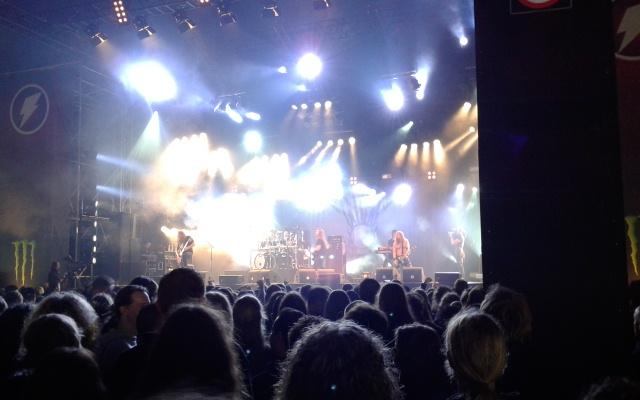
Enslaved op het tentpodium
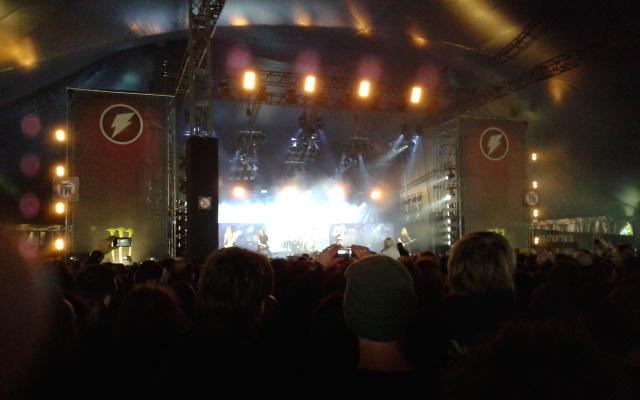
Amon Amarth op het tentpodium
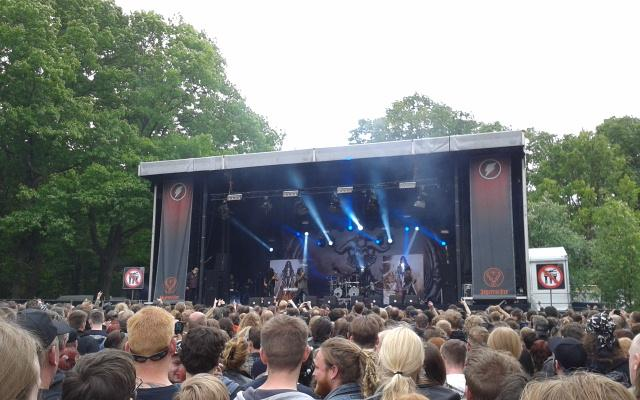
Finntroll op het tweede podium

### 2014
De zesde editie vond plaats op 31 mei 2014. Ook dit jaar werd het georganiseerd volgens het XL-format in het Goffertpark, in Nijmegen. De volgende bands traden op:
Iron Maiden (afsluiter) – Slayer – Alter Bridge – Dimmu Borgir – Anthrax – Sabaton – Carcass – Trivium – Gojira – Behemoth – Ghost – Graveyard – Vandenberg's MoonKings – Skillet – Caliban – Deafheaven – Blood Ceremony – The Charm The Fury

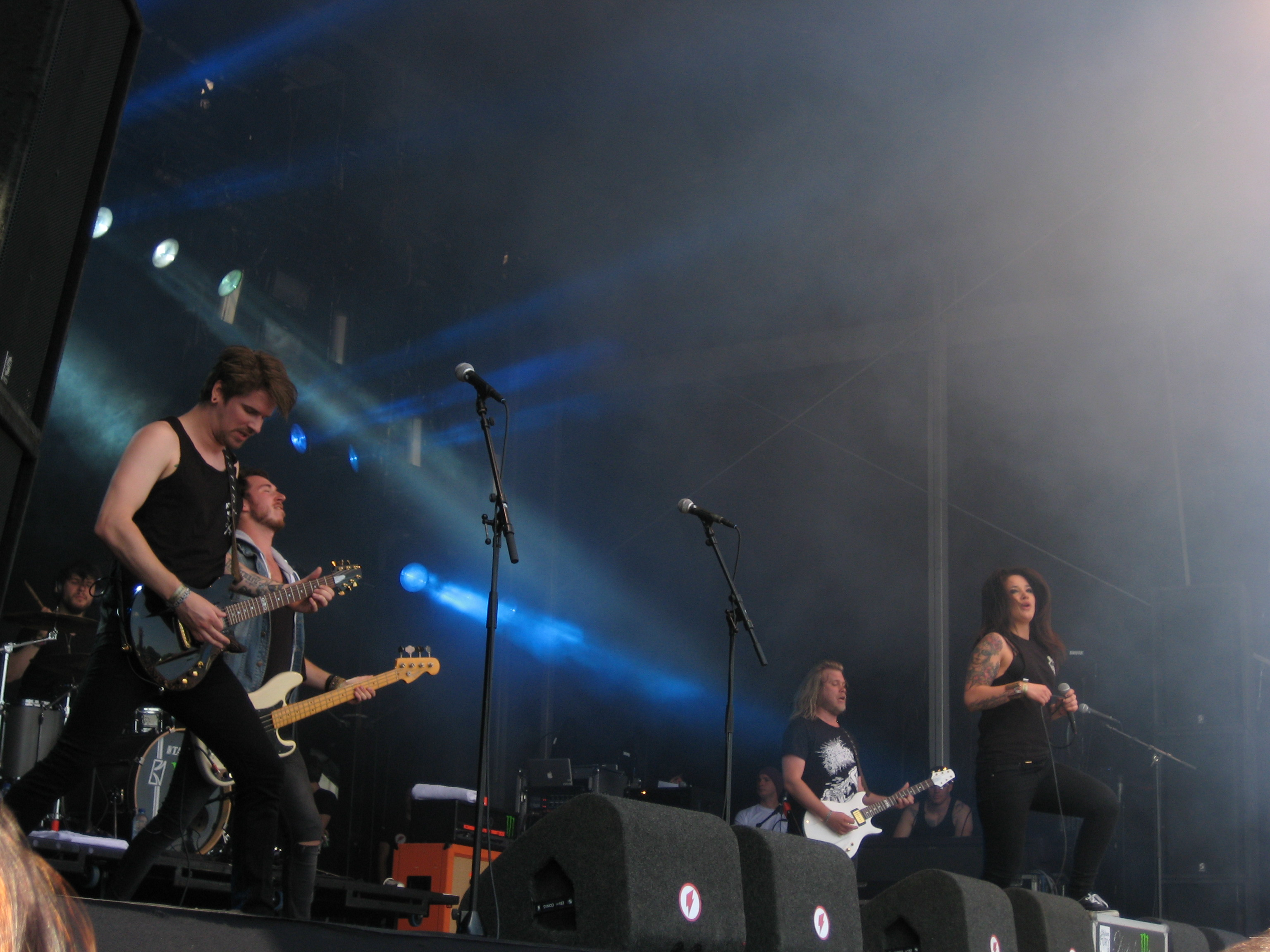
The Charm The Fury
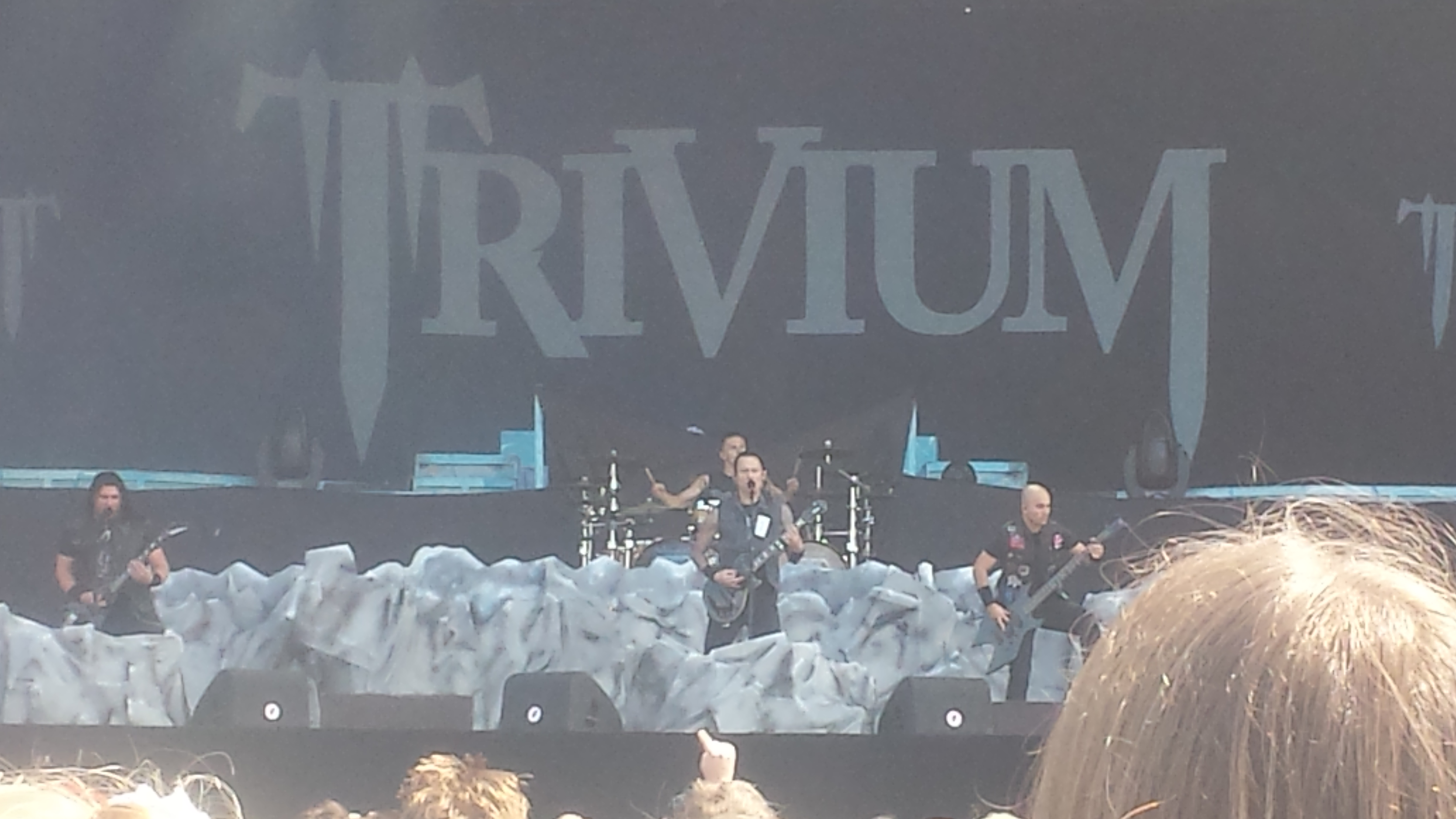
Trivium
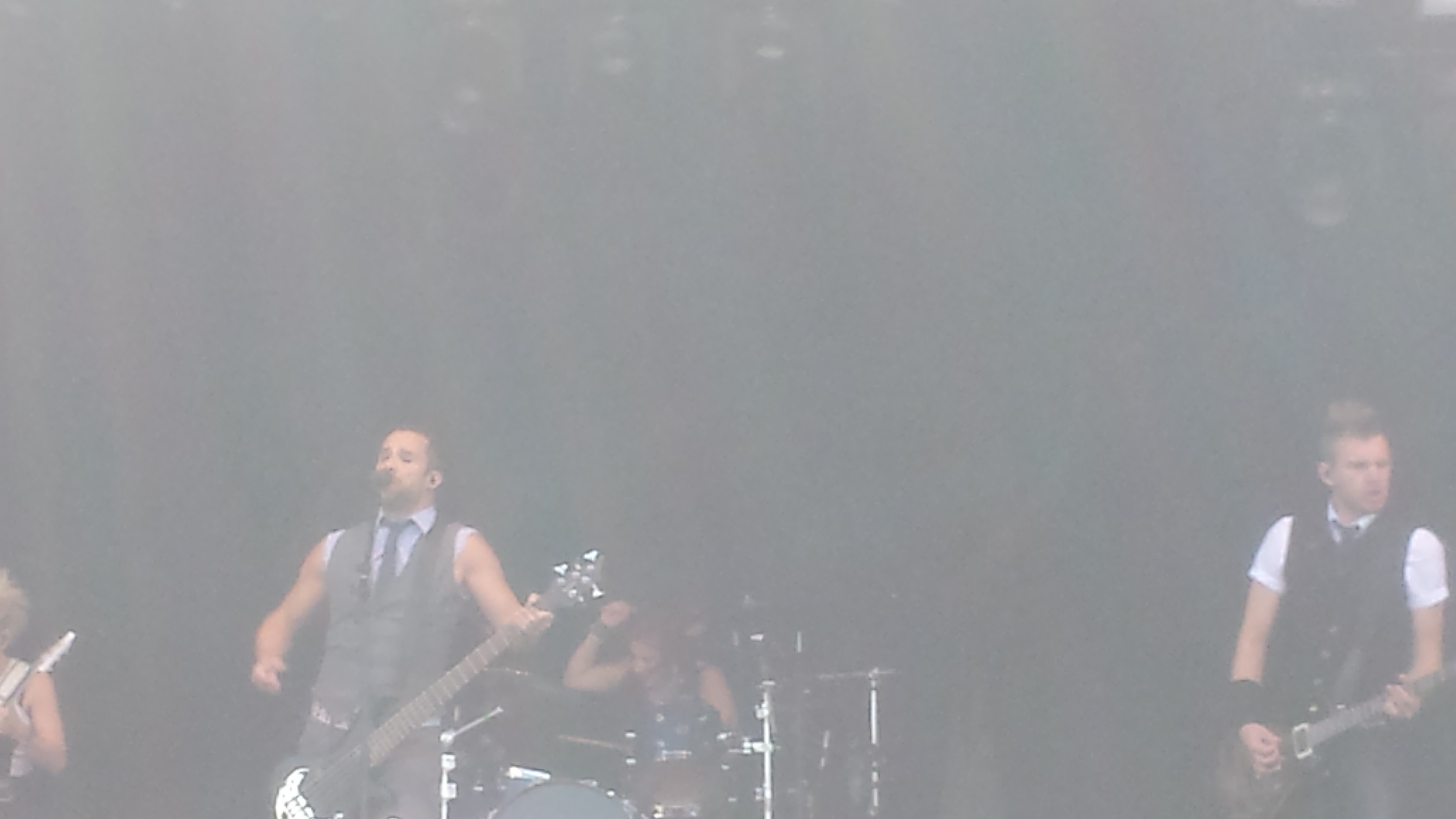
Skillet

### 2015
De zevende editie vond plaats op 6 juni 2015 in het Goffertpark in Nijmegen. Onder meer de volgende bands traden op:
De afsluiter en overige line-up bleek minder succesvol dan voorgaande edities, waardoor de ticketprijzen deze editie met terugwerkende kracht goedkoper werden. 
Slipknot (afsluiter) – Lamb of God – Epica – Godsmack – Papa Roach – Exodus – Converge – Clutch – Red Fang – Dying Fetus – Flotsam & Jetsam – Leprous – Sylosis – Enforcer – Carach Angren – Parkway Drive

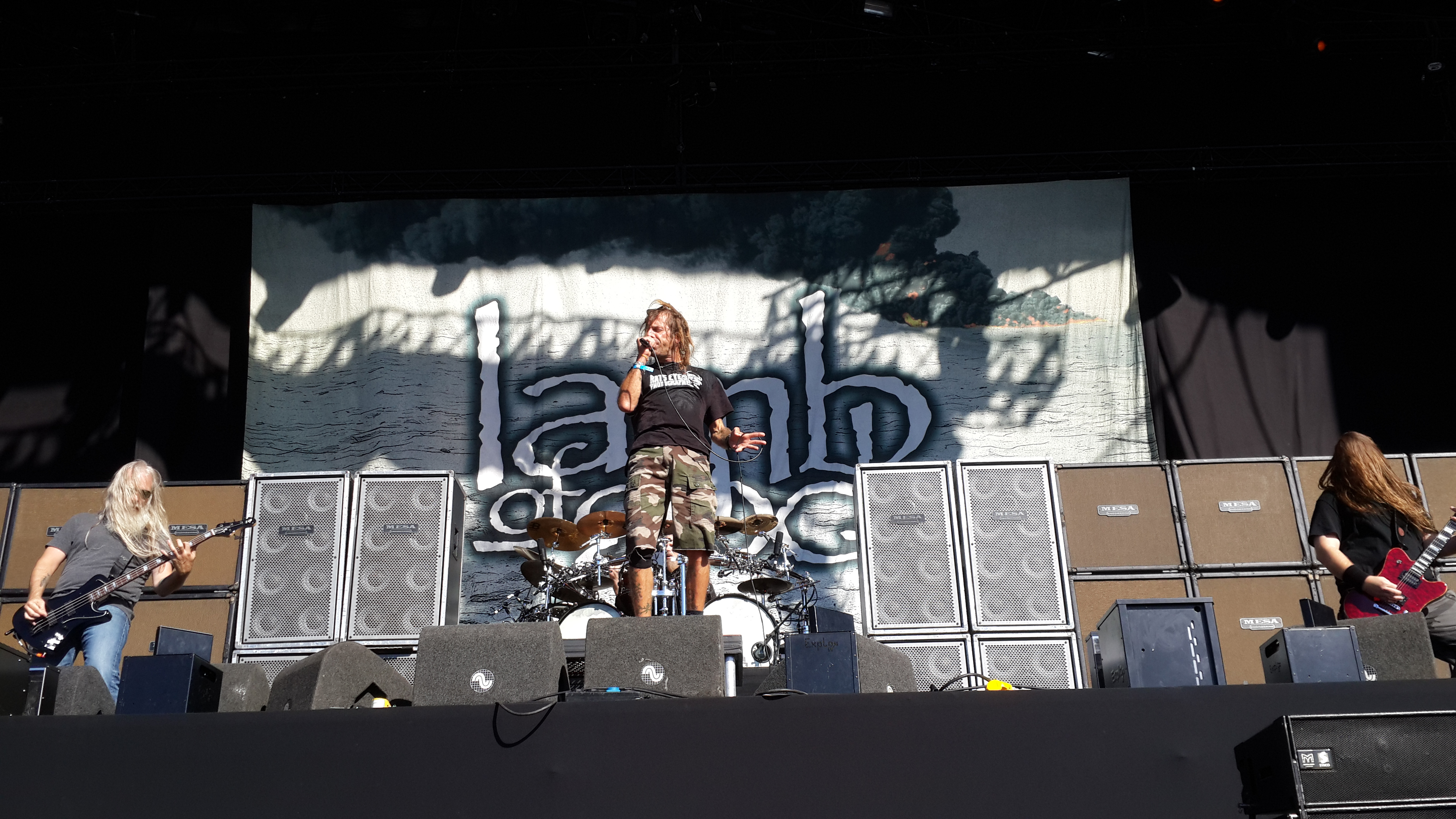
Lamb of God

### 2016
De achtste editie vond plaats op 4 en 5 juni 2016 in het Goffertpark in Nijmegen. Voor het eerst duurde het festival twee dagen. De volgende bands traden op:
Abbath – Amon Amarth – Architects – Avatar – Babymetal – Bombus – Dark Funeral – Disturbed – Eluveitie – EVRA – Fleshgod Apocalypse – Gojira – Havok – Heidevolk – Hibakusha – King Diamond – Legion of the Damned – Megadeth – Monster Truck – Obituary – Suicidal Tendencies – Swallow the Sun – The Shrine – Tremonti – Volbeat (afsluiter dag 2) – Within Temptation (afsluiter dag 1)

### 2018
Nadat in 2017 een pauze werd ingelast, keerde FortaRock terug in 2018. Op 1 en 2 juni wordt het festival wederom in het Goffertpark in Nijmegen gehouden. De volgende bands traden op: 
Alestorm - Arch Enemy - Avatar - Baroness - Betraying The Martyrs - Body Count - Death Alley - Death Angel - DOOL - DragonForce - For I Am King - Igorrr - Kreator - Mantar - Meshuggah - Nightwish (hoofdact dag 2) - Opeth - Parkway Drive (hoofdact dag 1) - Satyricon - Suffocation - Thy Art Is Murder - Týr - VUUR - Watain

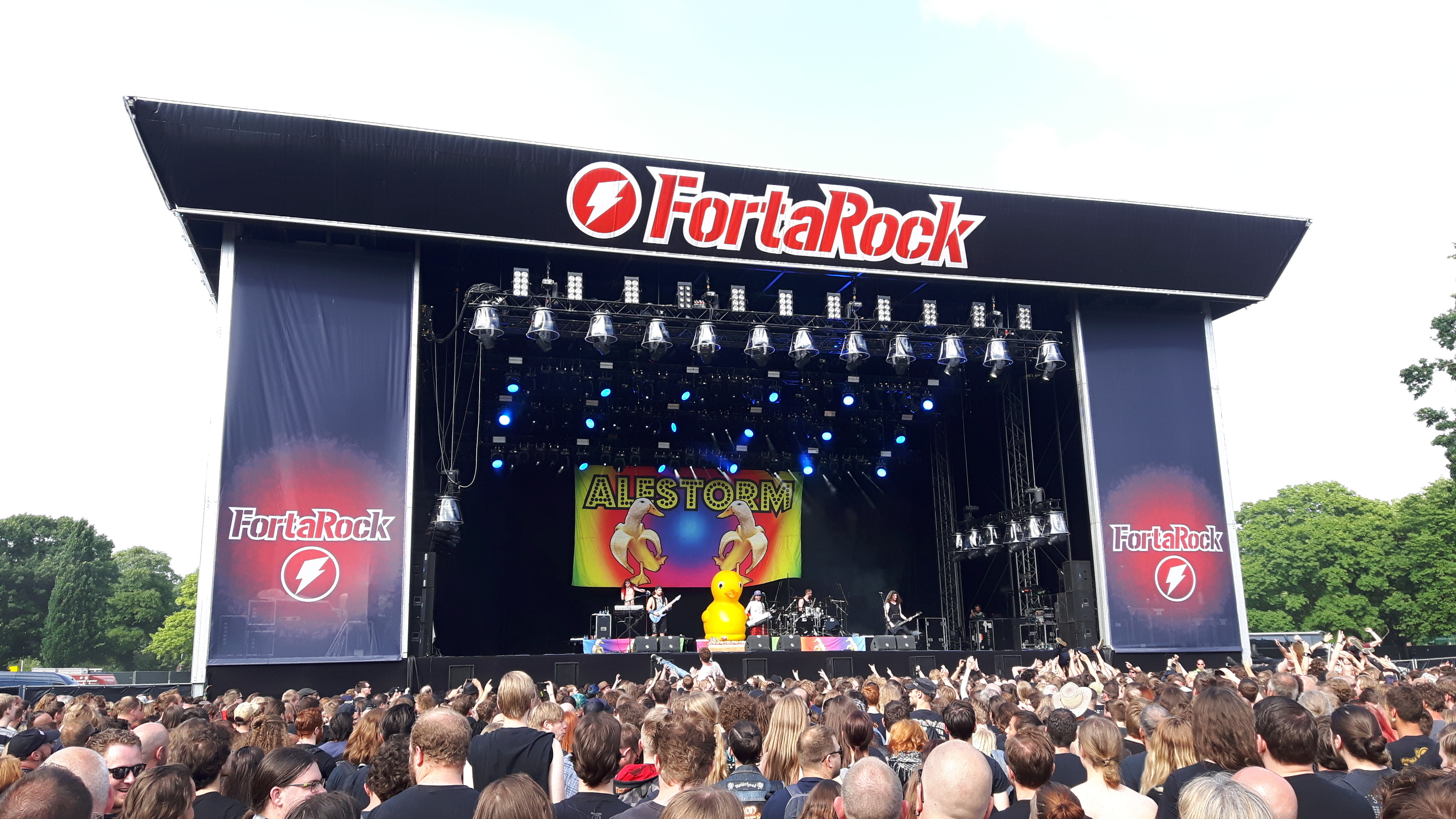
Alestorm
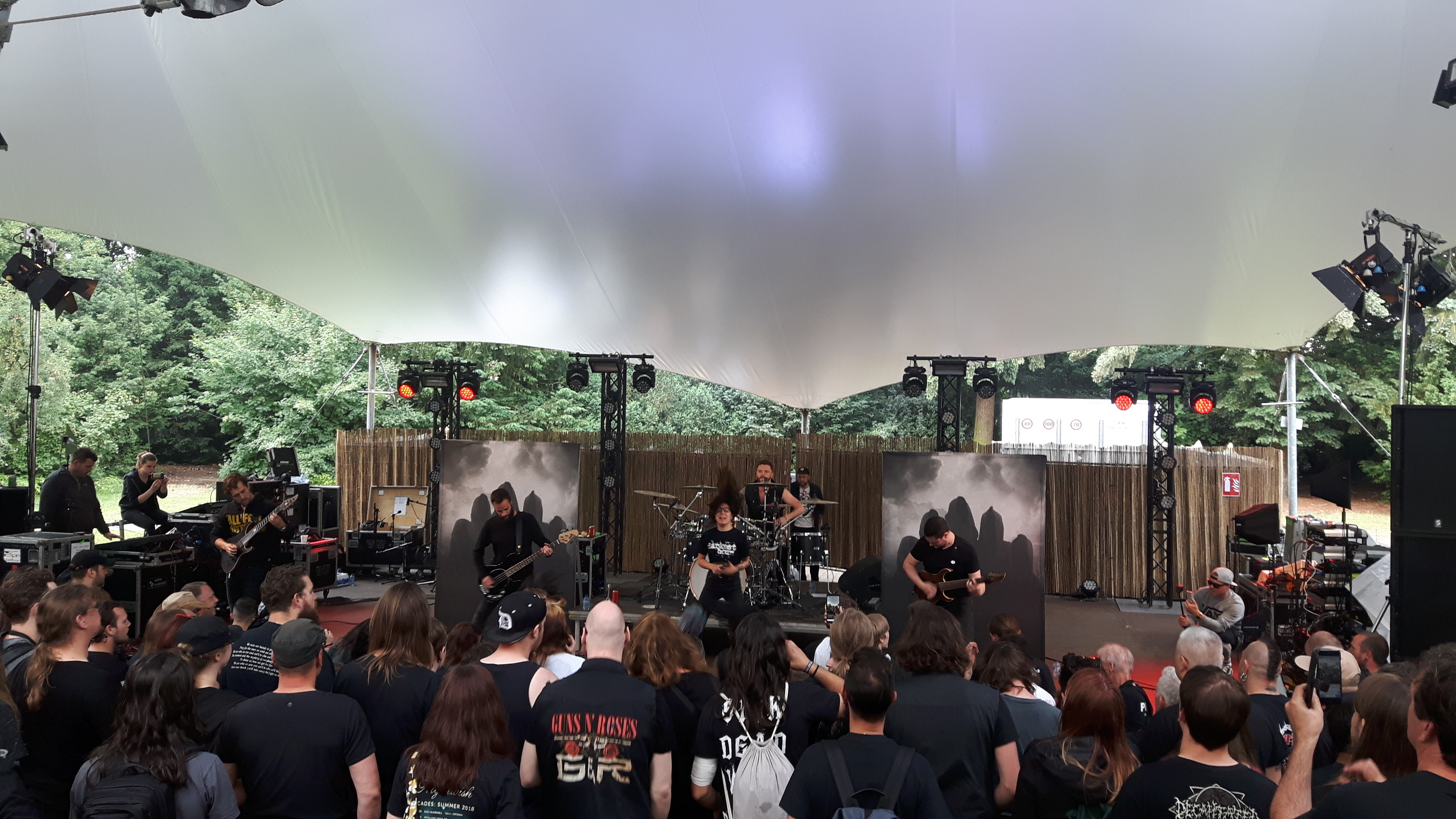
For I Am King
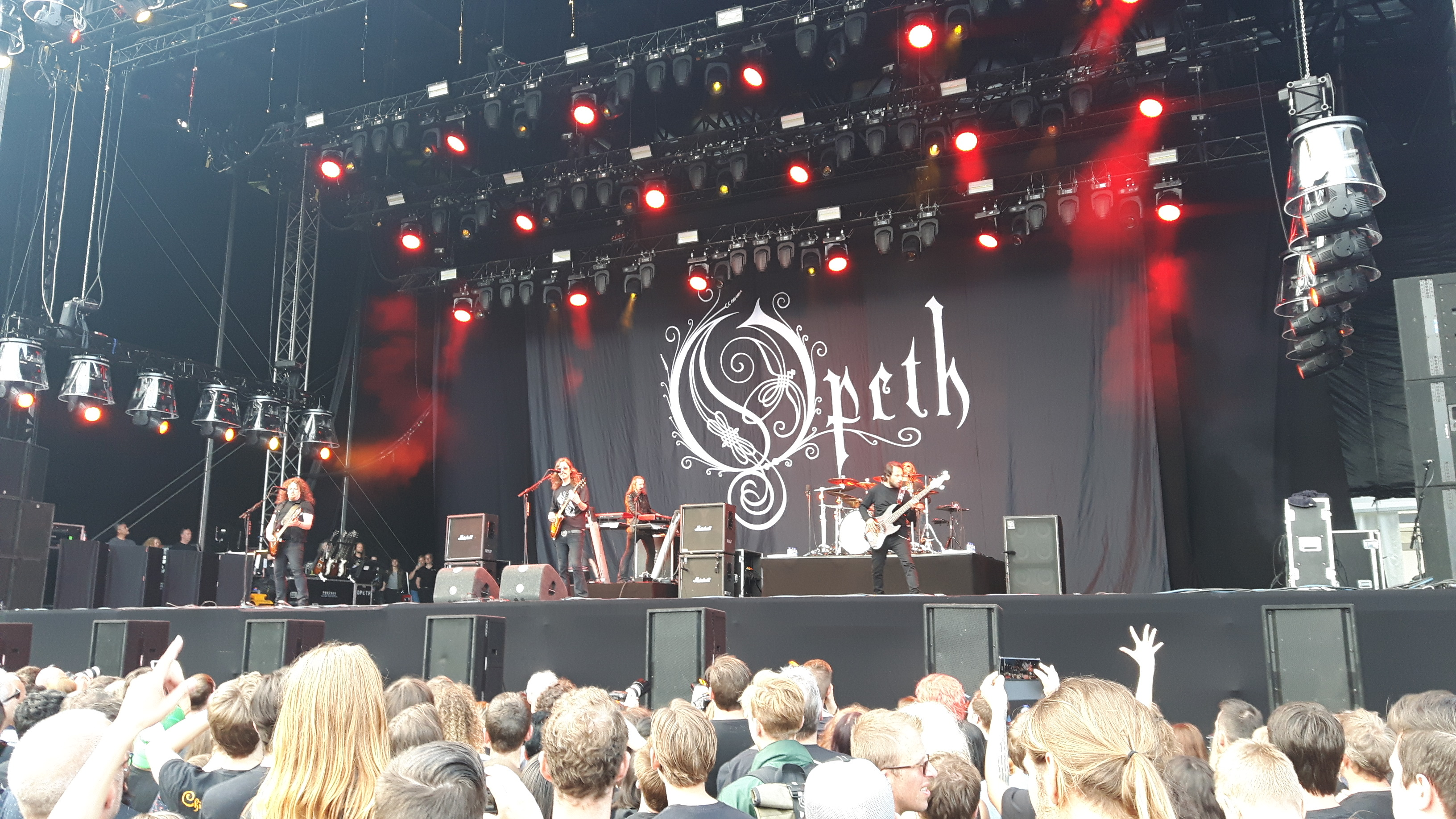
Opeth

### 2019
In 2019 was er wederom een FortaRock Festival: de kaartverkoop viel echter enorm tegen, en uiteindelijk mochten alle kaarthouders op hetzelfde ticket gratis een extra persoon meenemen naar het festival.
De volgende bands traden op: Amon Amarth, Hammerfall, Children of Bodom, Atreyu, Amorphis, Symphony X, Katatonia, Ne Obliviscaris, Decapitated, Monomyth, Kadavar, Enslaved, Savage Messiah, X Raiders, J.C. Thomaz & The Missing Slippers, Laster, Batwölf en Rhinorino.